# Estação Valongo
Estação de Santos ou Estação do Valongo é uma estação de trem localizada na cidade de Santos. Aberta em 1867 pela São Paulo Railway (SPR), foi a primeira estação ferroviária do estado de São Paulo, sendo inaugurada juntamente com a ferrovia que seguia até Jundiaí, no interior paulista.

## História
Foi inaugurada simultaneamente com a primeira estrada de ferro paulista, a Santos a Jundiaí, conhecida à época como SPR (São Paulo Railway), sendo de onde o primeiro trem da linha partiu. Seu prédio é praticamente o mesmo desde então, tendo sofrido apenas uma reforma em 1895, na qual se adicionou um segundo andar, dois torreões e alguns elementos de ferro, e uma reconstrução de sua gare pela RFFSA, em 1965.
Construída nas proximidades do cais do porto santista, era o ponto de chegada da produção cafeeira de todo o estado, para ser embarcada nos navios exportadores. Até 30 de novembro de 1995, foi utilizada por passageiros que chegavam à cidade, sendo desativada neste dia para tal fim.
Em janeiro de 2004, foi concluída a restauração do prédio da estação, que passou a abrigar a Secretaria Municipal de Turismo. A edificação foi tombada pelo Condephaat em 2017.
Há um projeto do Governo do Estado de São Paulo para reativar a estação, a fim de abrigar um dos terminais do Trem Intercidades (TIC), no percurso de São Paulo à Baixada Santista, porém sem data para ser concretizado.